# Rosso Fiorentino

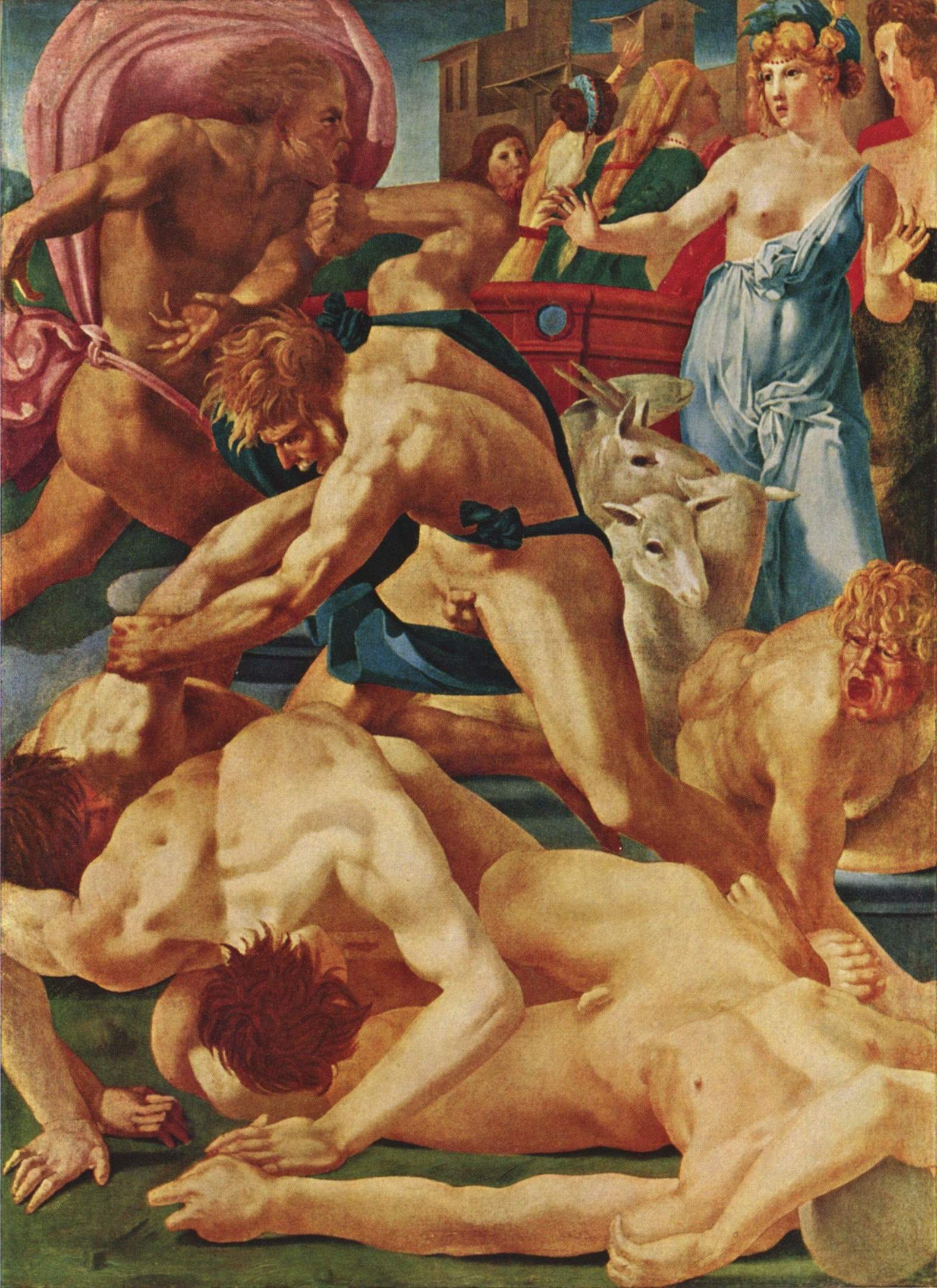
Mosè difende le figlie di Jetro de Rosso Fiorentino (1523) în Galleria degli Uffizi, Florența

Giovanni Battista di Iacopo (n. 8 martie 1494, Florența, Republica Florentină – d. 14 noiembrie 1540, Paris, Regatul Franței) numit Rosso Fiorentino din cauza culorii părului lui, a fost un pictor italian al renașterii.

## Biografie
Născut la Florența, în Italia, cu un păr roșu care i-a adus porecla de mai târziu, Rosso a învățat la început în atelierul lui Andrea del Sarto, alături de Pontormo, un tânăr din aceeași generație. Ajuns la Roma spre sfârșitul anului 1523, Rosso a fost influențat de opera lui Michelangelo, Rafael și a altor artiști ai Renașterii, aliniindu-se stilului și manierei acestora. 
Nevoit să fugă din Roma după teribilul Sacco din 1527, Rosso ajunge în cele din urmă în Franța, în 1530 și cucerește o poziție importantă la Curtea lui Francisc I; rămâne aici până la moarte. Împreună cu Francesco Primaticcio, Rosso a fost unul dintre artiștii de frunte care au lucrat la Castelul Fontainebleau, numărându-se printre pictorii „primei Școli de la Fontainebleau” și petrecându-și acolo cea mai mare parte a vieții. După moartea lui, în 1540 (după o informație prea puțin susținută a lui Vasari, Rosso s-ar fi sinucis), Francesco Primaticcio a fost însărcinat cu conducerea artistică a lucrărilor de la Fontainebleau. 
Așa cum s-a întâmplat și cu alți artiști aparținând stilului florentin târziu, opinia generală i-a fost multă vreme defavorabilă lui Rosso prin comparație cu pictura mai naturalistă și mai plină de grație a contemporanilor săi; în ultimele decenii aprecierea s-a schimbat substanțial, îndeosebi după descoperirea fotografiei, prin care a putut fi cunoscută cea mai însemnată dintre realizările lui, altarul din Volterra, orășel în afara circuitelor turistice. Lucrarea exprimă o forță remarcabilă chiar dacă trupul personajelor pare lipsit de substanță, figurile răvășite, iar postura contorsionată. 

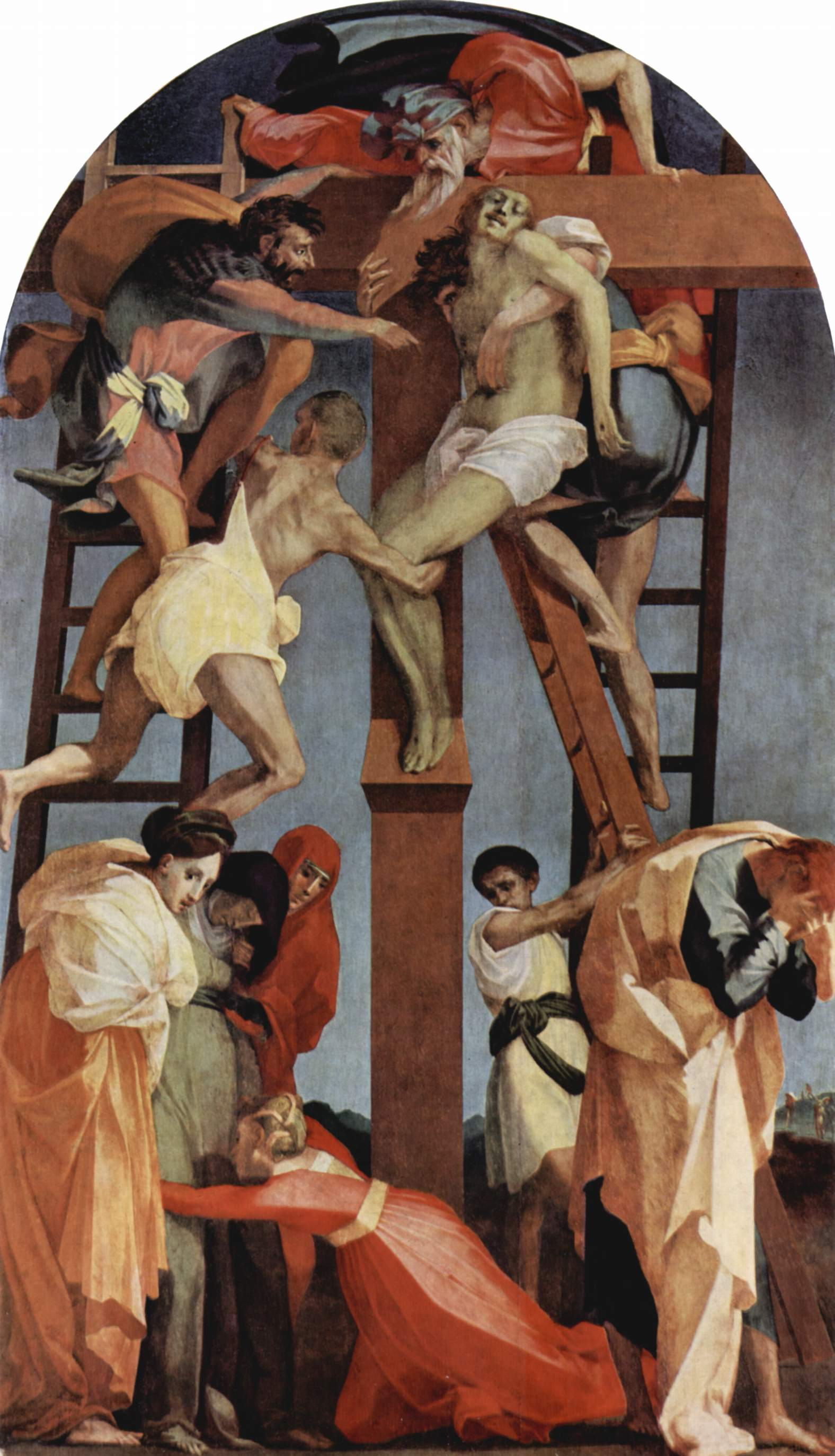
Coborârea de pe cruce. 1521. 375 × 196 cm. Pinacoteca Comunale din Volterra

Cea mai de seamă realizare a lui Rosso este considerată în primul rând Coborârea de pe cruce, o pictură de altar din Pinacoteca Comunale din Volterra (inițial a fost pictată pentru Catedrala orașului). În contrast cu expresia înțepenită a durerii din alte Coborâri, Rosso compune o complicată acțiune în mișcare, personajele din partea inferioară a scenei arătând în mod cât se poate de clar și de precis, prin intermediul sugestivei înfățișări a chipurilor ascunse, o durere suportată în liniște. Cerul este întunecat. Cele trei scări și oamenii care îl coboară pe Christos exprimă dificultatea misiunii. În ce-l privește pe Isus, acesta este cadaveric. Această scenă exaltată, înfățișând tulburarea eroilor, se deosebește mult de opera, tot atât de complexă, dar cu o compoziție mai simplă, realizată de un contemporan apropiat lui Rosso, pictorul florentin Pontormo.

## Opera
- Ascensione di Maria (1517), frescă din ciclul Storie della Vergine, Basilica della Santissima Annunziata
- Madonna con quattro santi (1518), Galleria degli Uffizi, Florența
- Madonna col Bambino sant'Elisabetta e san Giovannino (1520), Country Museum of Art, Los Angeles
- Deposizione di Cristo (1521), Galleria Comunale, Volterra
- Madonna con due santi (1521), Chiesa Parrocchiale, Villamagna
- Madonna con dieci santi (1522), Galerie Palatine, Florența
- Mosè difende le figlie di Jetro, Galleria degli Uffizi, Florența
- Lo sposalizio della Vergine (1523), San Lorenzo, Florența
- I peccati (1524), biserica Santa Maria della Pace, Roma
- Eva (1524), biserica Santa Maria della Pace, Roma
- Cristo con angeli (1524-1527), Museum of Fine Arts, Boston
- Deposizione (1528), biserica San Lorenzo, Sansepolcro
- Pala d'altare, domul din Città di Castello
- Leda e il Cigno (1530), Royal Academy, Londra
- Pietà (1537-1540), Muzeul Luvru, Paris